# Cas genitiu
El cas genitiu és un cas gramatical que indica una relació, principalment de possessió, entre el substantiu en genitiu i un altre substantiu. En un sentit més general, aquesta relació genitiva pot ser la de pertànyer a, ésser creat a partir de o derivat de. Aquesta relació se sol expressar per mitjà de la preposició «de» en català. El terme «cas possessiu» es refereix a un cas similar, però d'ús més restringit, al genitiu.
Varietats específiques de relacions genitives inclouen:
- origen ("homes de Barcelona")
- composició ("taula de fusta")
- part d'una massa ("un litre de llet")
- nombre d'objectes diferenciats ("tres dels amics")
- relació ("el germà de l'Enric")
- subjectivitat ("la meva anada")
- objectivitat ("la coronació del rei")
- descripció ("dia de tristesa")
- possessió inalienable ("la seva vida")
- possessió alieniable ("els diners de la meva mare")

Aquestes dues últimes són les que utilitzen més comunament el genitiu.
En algunes llengües, els noms en genitiu també concorden en cas amb els noms que acompanyen (és a dir, el substantiu que de complement del nom porta dues desinències: la del genitiu i la del cas del nom que modifica). Aquest fenomen rep el nom de suffixaufnahme.
Una forma en què es poden trobar genitius és la inclusió.
Moltes llengües posseeixen un cas genitiu, tals com el lituà, àrab, llatí, irlandès, georgià, grec, alemany, neerlandès, polonès, rus, finès o sànscrit.
El català no és una llengua declinativa i, per tant, no té un cas genitiu pròpiament dit, però sí que es conserven formes genitives en els pronoms possessius:
Exemple:
- Meu/Mon = de mi
- Llur = d'ells

En aquest exemple, el pronom en negreta (forma genitiva) equival a la perífrasi "de + datiu", indicant la relació de possessió.